# Felipe de Alsacia
Felipe I, llamado Felipe de Alsacia (n. 1143 - San Juan de Acre 1 de junio de 1191), hijo de Teodorico de Alsacia, conde de Flandes, y de Sibila de Anjou († 1165).
Conde de Flandes, 1157-1191 y, por matrimonio, conde de Vermandois (1168-1186), a título vitalicio (1186-1191).
Su reinado correspondió a la época del apogeo y principio del declive de la pujanza flamenca. Apoyó y luchó con Felipe Augusto en sus aspiraciones sobre Flandes, Artois y Picardía. Su sucesión fue el problema que marcó su política en sus últimos años.

## Biografía
Empezó como conde asociado en 1157 a partir del momento en que su padre se fue a las cruzadas. Consiguió detener la piratería de las costas flamencas derrotando al conde Florencio III de Holanda (1163). Por herencia, recuperó el país de Waes (al norte de Gante) y también el de Quatre-Métiers (Flandes imperial). Su matrimonio con Isabel de Vermandois propició el poderío flamenco que alcanzó su cota más alta. Gobernó sabiamente con la ayuda de Robert d’Aire, primer ministro, y puso en marcha un sistema administrativo sumamente eficaz y aseguró una política internacionalmente reconocida: (mediación entre Luis VII de Francia y Enrique II de Inglaterra; entre Enrique II y Tomás Becket; matrimonio de su hermana Margarita de Alsacia con Balduino V de Henao.
La esterilidad de su matrimonio, la muerte de Robert d’Aire y la de sus hermanos (Mathieu y Pierre de Alsacia, condes de Bolonia) (1173) sin descendientes, señalan el principio de una política muy imprudente. Designó a su hermana Margarita y a su cuñado Balduino V como herederos (1177), antes de hacerse cruzado.
Cuando volvió de Palestina (declinando la regencia del reino de Jerusalén), el rey Luis VII de Francia le nombró tutor de su hijo, el futuro Felipe Augusto, coronado el 1 de noviembre de 1179. Para granjearse la amistad del nuevo soberano, el conde le dio en matrimonio a su sobrina Isabel de Henao con una dote desproporcionada: Artois. Tras el fallecimiento de Luis VII, Felipe Augusto ya dio muestras de su independencia. La muerte de su esposa Isabel (1182) complicó mucho más la situación debido a que Eleonor de Vermandois, hermana de Isabel, que testó a favor del rey, reclamaba su herencia. La lucha contra Francia empezó en 1180, devastando Picardía y el Norte de la Isla de Francia. El conflicto iba decantándose a favor del rey que rechazaba sistemáticamente el combate, pero maniobraba políticamente. Su cuñado Balduino V de Henao, en principio aliado de Felipe Augusto, se decantó por los intereses de su hija Isabel, reina de Francia a punto de ser repudiada. La desavenencia entre los dos condes fue hábilmente organizada por el rey de Francia, que nombró (sin que lo supieran) al conde de Henao como su representante frente al conde de Flandes.
Felipe de Alsacia se volvió a casar en 1185 con Matilde de Portugal (con una dote suntuosa) con el deseo de una primogenitura que no llegó a hacerse realidad. Temiendo verse enredado en la querella entre el dominio real y Henao, firmó la paz en Amiens el 10 de marzo de 1186. El conde reconoció la cesión al rey del Vermandois, pero lo conservó a título vitalicio.
Felipe de Alsacia fue el representante de un mundo feudal que terminaba en provecho de una nueva forma de soberanía anunciada y puesta en marcha por Felipe Augusto: por primera vez, un rey de Francia tenía poder sobre un conde de Flandes. Pese a una guerra costosa, Flandes continuaba su expansión económica y el país conoció una prosperidad sin precedentes cuando finalizaba el reinado de Felipe de Alsacia.
En 1190 Felipe de Alsacia se hizo cruzado y se reunió con la Tercera Cruzada en Palestina, cuyos contingentes flamencos le habían precedido. Cuando llegó a San Juan de Acre fue atacado por la epidemia de la peste y murió el 1 de junio de 1191. Su cuerpo fue repatriado por Matilde de Portugal a la que había sido confiado el gobierno de Flandes, y fue enterrado en la abadía de Claraval.